# Исфахан (остан)
Исфаха́н (перс. اصفهان‎ — Эсфехан) — провинция Ирана. Находится в центре страны. Административный центр — город Исфахан, другие крупные города — Кашан (250 тыс.), Хомейнишехр (220 тыс.), Неджефабад (210 тыс.), Шахиншехр (130 тыс.), Шехреза (110 тыс.), Мобареке (63 тыс.), Зерриншехр (57 тыс.), Аран-и-Бидголь (56 тыс.), Гольпайеган (48 тыс.), Фалаверджан (38 тыс.), Семиром (27 тыс.), Наин (25 тыс.), Хонсар (21 тыс.), Дехакан (17 тыс.), Эрдестан (15 тыс.), Ферейдуншехр (14 тыс.), Нетенз (12 тыс.).
Площадь — 107 029 км², население — 4 559 256 человек (2006). Основное население — персы, на юге провинции кочуют кашкайцы, также есть грузинские (ферейданские) и армянские общины.

## География
Климат в провинции умеренный и сухой, температура от 40,6 °C до 10,6 °C. Среднегодовая температура 16,7 °C, количество осадков в году — 116,9 мм.

## История и культура
Исторические документы показывают, что с древнейших времён в области существовали крепости и военные укрепления для защиты поселений. Самые древние из них относятся к доисторическому времени.
Абьяни — историческое поселение, в котором имеются руины эпохи Сасанидов, храмы огня и другие исторические объекты.
В XVII—XVIII веках Исфахан становится столицей Сефевидов, что способствует процветанию области.
В Исфахане проживают малые народы и различные религиозные группы, в том числе армянская и еврейская общины. В Ферейданской долине провинции проживает многочисленная грузинская диаспора, переселённая сюда шахом Аббасом I и формально принявшая ислам шиитского толка. Тем не менее, большинство из ферейданских грузин втайне оставались приверженцами православия. Благодаря толерантности и высокой культуре местного населения из Исфахана вышло немало известных писателей и знаменитых людей.

## Административное деление
Провинция делится на 22 шахрестана:
1. Аран-и-Бидголь (Aran-o-Bidgol)
2. Борхар-э-Мейме (Borkhar-o-Meymeh)
3. Гольпайеган (Golpayegan)
4. Исфахан (Isfahan)
5. Кашан (Kashan)
6. Ленджан (Lenjan)
7. Мобареке (Mobarakeh)
8. Наин (Nain)
9. Нетенз (Natanz)
10. Неджефабад (Najafabad)
11. Семиром (Semirom)
12. Семиром-э-Софла (Lower Semirom)
13. Тиран-и-Карван (Tiran-o-Korun)
14. Фаридан (Fereydan)
15. Фелаверджан (Falavarjan)
16. Ферейдуншехр (Fereydunshahr)
17. Хвансар (Khansar)
18. Хомейнишехр (Khomeinishahr)
19. Чадеган (Чадеган)
20. Шахиншахр о Мейме (Shahinshahr o Meymeh)
21. Шехреза (Shahreza)
22. Эрдестан (Ardestan)

## Экономика
Провинция Исфахан — крупный промышленный центр Ирана. Быстрое развитие промышленного сектора сделало провинцию одним из самых значительных экономических центров, не считая безусловного лидера в этой области — провинцию Тегеран, к показателям которой Исфахан очень близок.
Основные отрасли экономики — текстильная, металлургическая, химическая, нефтеперерабатывающая, электротехническая, авиационная, автомобильная, фармацевтическая, пищевая, обувная промышленность, энергетика (в том числе атомная), торговля, транспорт, сельское хозяйство (пшеница, бобовые, овощи, цитрусовые, виноград, гранаты, хлопок, фисташки, цветы, особенно розы), туризм, добыча медной, свинцово-цинковой руд и строительного камня.
В городе Исфахан базируются металлургические компании «Мобараке Стил Компани» («Имидро») и «Исфахан Стил Компани» («Имидро»), фармацевтическая компания «Фараби», производитель бытовой техники «Энтехаб Индастриал Груп». Среди крупнейших предприятия города — нефтехимический завод «Нэшнл Ираниан Петрокэмикл Компани», нефтеперерабатывающий завод «Нэшнл Ираниан Ойл Рефайнинг энд Дистрибьюшн Компани», электротехнический завод «Иран Электроникс Индастри», исследовательский центр «Носа».
В городе Шахиншехр базируется авиастроительная компания «Иран Эйркрафт Мануфактуринг Индастриал Компани» / «Хеса». В городе Фуладшехр расположены металлургический завод «Исфахан Стил Компани», цементный завод «Симан Сепахан». В городе Зарриншехр расположен металлургический завод «Исфахан Стил Компани». В городе Мобараке расположен металлургический завод «Мобараке Стил Компани». В городе Натанз расположен металлургический завод «Натанз Стил». В городе Гольпайеган расположены автомобильный завод «Диар Аутомобайл Компани», завод автокомплектующих «Зар». В городе Кашан расположена Особая экономическая зона, автомобильный завод «Самияр» («Сайпа Груп»).

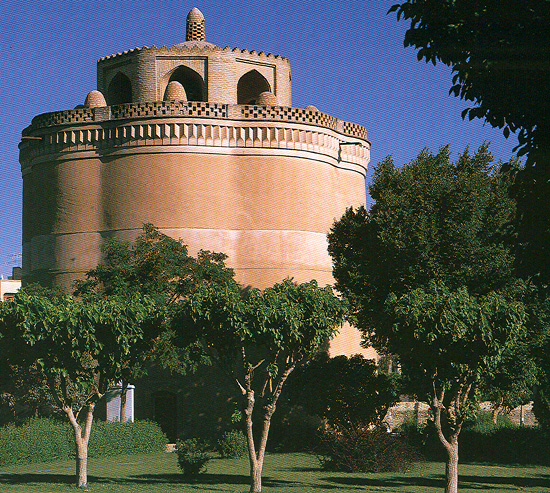
Средневековая голубиная башня, находящаяся поблизости от кампуса Исфаханского медицинского университета.

 В провинции находятся свыше ста зарегистрированных мест исторического значения, ежегодно привлекающих сюда тысячи туристов как из других регионов Ирана, так и из-за рубежа.

## Достопримечательности
В Исфахане расположены площадь Имама с мечетями Имама (Шахская) и Шейха Лофталлы, дворцом Али-Гапу и Большим базаром эпохи Сефевидов, дворцы Чехель-Сотун, Хашт-Бехешт и Талар-Ашраф, Пятничная мечеть, мечети Хаким, Сейид, Найин, Дарб-э Кушк и Монар-Джонбан с «качающимися минаретами», мосты Си-о-Сех Поль (или Аллаверди-хана), Хаджу, Марнан, Шахрестан и Джуби, армянский район Новая Джульфа с собором Ванк (главный собор Армянской апостольской церкви в Иране), Вифлеемской церковью, церквями Пресвятой Богородицы, Всеспасителя, Святого Григория, Святого Стефана, Святого Геворка (Георгия), Святого Иакова, Святого Мины, Святого Нерсера, Святой Марии, Святого Николая, Иоанна Крестителя и монастырём Святой Катерины.
Также в Исфахане интересны минареты Саребан и Чехель-Дохтран, минарет мечети Али, медресе Чахар-Багх (Шахское), Садр и Хаджу, зороастрийский храм Аташгах эпохи Сасанидов, храм Авиценны, гробницы Низама аль-Мулька и Малек Шаха, бани Шейх-Бахай, Хосро Ага, Али Гхоли Ага, Хаджуха, Шахзадеха и Бигдели, «голубиные башни», базар Шахи и Шахский караван-сарай. В городе Наин расположены руины древней крепости Нарин, старинные Пятничная мечеть, «башни ветра» и резервуары для воды «аб-анбар».
В городе Кашан расположены мечети Мейдан, Ага-Бозорг и Пятничная мечеть, минарет Зейноддин, мавзолей Хабиб ибн-Мусы с гробницей шаха Аббаса I, мавзолей Аб-уль-Улу, несколько дворцов аристократии с садами и старинный Кашанский базар. Возле Кашана на холме Сиалк расположены руины двух древних зиккуратов. В городе Нетенз расположены Пятничная мечеть с мавзолеем Абдоль-Самада, мечеть Кучех-мир, «Храм Орла», комплекс Гадамгахе-Али со следом имама Али, руины зороастрийского храма. Возле Натанза расположены Арисманские шахты, где в древности добывали золото и медь.
В городе Шехреза расположены гробница Шах-Реза, мечеть Пудех и старинный базар, в окрестностях — караван-сараи Махйар и Шах-Реза, деревня Амин-Абад с караван-сараем эпохи Сефевидов, пещера Шах Гханбад. В городе Неджафабад расположена крепость Арг-э Шейх Бахайе. В городе Гольпайеган интересна старинная Пятничная мечеть. Возле города Хомейнишехр расположены руины крепости и зороастрийского святилища эпохи Сасанидов.
В городе Эрдестан расположены Пятничная мечеть, руины гробниц Хусейна и Исмаэля эпохи Сельджукидов, старинные базар, дома и резервуары для воды «аб-анбар». Возле города Аран-и-Бидголь расположены крепость Сизан, караван-сарай Маранджаб, мусульманские гробницы и мавзолеи, соляные озёра. В городе Хансар расположены Пятничная мечеть и крепость Баба Мохамед, в окрестностях — зороастрийский храм Тир-Кух и горячие минеральные источники Голестан-Кух. В городе Ферейдуншехр интересны грузинские и армянские кварталы. В городе Фалаварджан расположен мавзолей Пирбакран.